# Biennale delle arti decorative
La Biennale delle arti decorative (titolo ufficiale "Mostra internazionale di arte decorativa") è stata un'esposizione di arte applicata.
Tenuta in origine ogni due anni, l'esposizione era organizzata su iniziativa del Consorzio Milano-Monza-Umanitaria che aveva istituito anche l'ISIA (acronimo di Istituto Superiore di Industrie Artistiche) di Monza. 

Concepita in un primo tempo per esporvi quanto si era andato creando in ogni biennio dagli allievi dello stesso Istituto, l'iniziativa fu tuttavia subito aperta ai contributi artistici di ogni nazione acquisendo così una valenza internazionale.
Le prime quattro esposizioni del ciclo si sono svolte nella Villa Reale di Monza; la loro cadenza fu biennale per gli anni 1923, 1925 e 1927, mentre l'ultima edizione monzese del 1930 ne vide la trasformazione a triennale.

A partire dalla V Triennale tutte le successive manifestazioni si sono svolte a Milano nel Palazzo dell'Arte della Triennale appositamente costruito.

## Le biennali e la triennale di Monza
- 1923 (19 maggio, 31 ottobre) I Biennale di Monza. Tra gli artisti partecipanti vi sono Fortunato Depero, Marcello Nizzoli, Gio Ponti, Dario Viterbo, Luigi Costa.
- 1925 (19 maggio, 20 ottobre) II Biennale di Monza delle arti decorative. Tra i partecipanti Giovanni Guerrini e Alberto Issel.
- 1927 (31 maggio, 16 ottobre) III Biennale di Monza: Il Novecento e il Neoclassicismo nella decorazione e nell'arredamento. Tra i partecipanti sono Felice Casorati, Alberto Sartoris, Tullio d'Albisola, Francesco Nonni e Giuseppe Terragni.
- 1930 (11 maggio, 2 novembre) IV Triennale di Monza delle arti decorative e industriali moderne. Tra i partecipanti sono  gli artisti Mario Gambetta, Mario Sironi, Mario Sturani ed il duo di architetti Figini e Pollini. Alessandro Minali vi progetta un teatro all'aperto.